# Henry Windsor Villiers Stuart
Henry Windsor Villiers Stuart, auch Villiers-Stuart genannt, (* 13. September 1827; † 12. Oktober 1895 bei Villierstown, Irland) war ein britischer Politiker, Reisender und Ägyptologe.

## Herkunft
Henry Villiers Stuart war der einzige Sohn von Henry Villiers-Stuart, 1. Baron Stuart de Decies, einem Enkel des 1. Marquess of Bute, und der aus Österreich stammenden Theresia Pauline Ott. Da seine Eltern nur nach katholischem Ritus getraut worden waren und seine Mutter zudem zuvor mit einem österreichischen Offizier verheiratet war, galt er zeitlebens als illegitim.

## Leben
1844 trat er als Fähnrich in das österreichische Chevauxlegers-Regiment Nr. 5 „Fürst von Liechtenstein“ ein. 1846 wechselte er als Ensign des 20th Regiment of Foot zur Linieninfanterie der British Army. Er verließ jedoch die Armee 1847, um ein Studium der anglikanischen Theologie an der Durham University aufzunehmen. Dort machte er 1852 einen Abschluss als Master of Arts, doch bereits 1850 war er Vikar in Bulkington in Warwickshire geworden. Nach dem Tod seiner streng katholischen Mutter 1867 versuchte sein Vater, ihn zu einem Umzug nach Irland zu bewegen, so dass Stuart-Villiers schließlich 1870 sein Amt als Vikar niederlegte und zu seinem Vater zog. 1873 wurde er bei einer Nachwahl als Abgeordneter für das County Waterford in das House of Commons gewählt, verlor aber sein Mandat bereits bei der Unterhauswahl 1874. Bei der Unterhauswahl 1880 wurde er erneut als Abgeordneter für Waterford gewählt. Ursprünglich gehörte er der Liberal Party von Gladstone an, doch später näherte er sich stark der irischen Home Rule League an. Nachdrücklich setzte er sich im House of Commons für die verarmten irischen Landarbeiter, die von der Umwandlung der Ackerflächen in Weideland betroffen waren, sowie für das Frauenwahlrecht ein. Sein Einsatz für die Landarbeiter führte mit dazu, dass er bei der Unterhauswahl 1885 deutlich geschlagen wurde.
Nach dem Tod seines Vaters 1874 hatte er dessen umfangreichen Grundbesitz von über 120 km² in Irland sowie weitere Ländereien in Florida geerbt. Da er jedoch seine legitime Geburt nicht nachweisen konnte, konnte er seine Ansprüche auf den Titel seines Vaters nicht durchsetzen. Er unternahm ausgedehnte Auslandsreisen und galt als respektierter Ägyptologe und Kenner des Nahen Ostens. Unter anderem begann er selbst 1879 Ausgrabungen am Grab des Wesirs Ramose und 1882 und 1883 am Sonnenheiligtum des Niuserre. Er starb, als er beim Betreten seiner Dampfyacht Gazelle ausrutschte, ins Wasser fiel und in seinem schweren Mantel im Blackwater River ertrank.

## Familie und Nachkommen
Stuart-Villiers hatte am 3. August 1865 Mary Power geheiratet. Sie hatten folgende Kinder:
1. Henry Charles Windsor Villiers Stuart (1867–1908)
2. Gerald Villiers Stuart
3. Maurice Ambrose Villiers Stuart (1870–1932)
4. Horace Gervase Villiers Stuart
5. Mary Therese Villiers Stuart (1875–1926)
6. Gertrude Gwendoline Villiers Stuart
7. Patrick Villiers Stuart
8. Mary Villiers Stuart (1881–1922)
9. Winifred Frances Villiers Stuart

## Veröffentlichungen
- Nile gleanings concerning the ethnology, history and art of ancient Egypt as revealed by Egyptian paintings and bas-reliefs. With descriptions of Nubia and its great rock temples. Murray, London 1879.
- The funeral tent of an Egyptian queen. Murray, London 1882.
- Egypt after the war. Being the narrative of a tour of inspection… Murray, London 1883.
- Observations and statistics concerning the question of Irish agricultural labourers. Committee on Irish Affairs. Wyman & Sons, London 1884.
- Prices of farm products in Ireland from year to year for thirty-six years. Hodges, Figgis, and Co., Dublin 1886.